# Vellevans

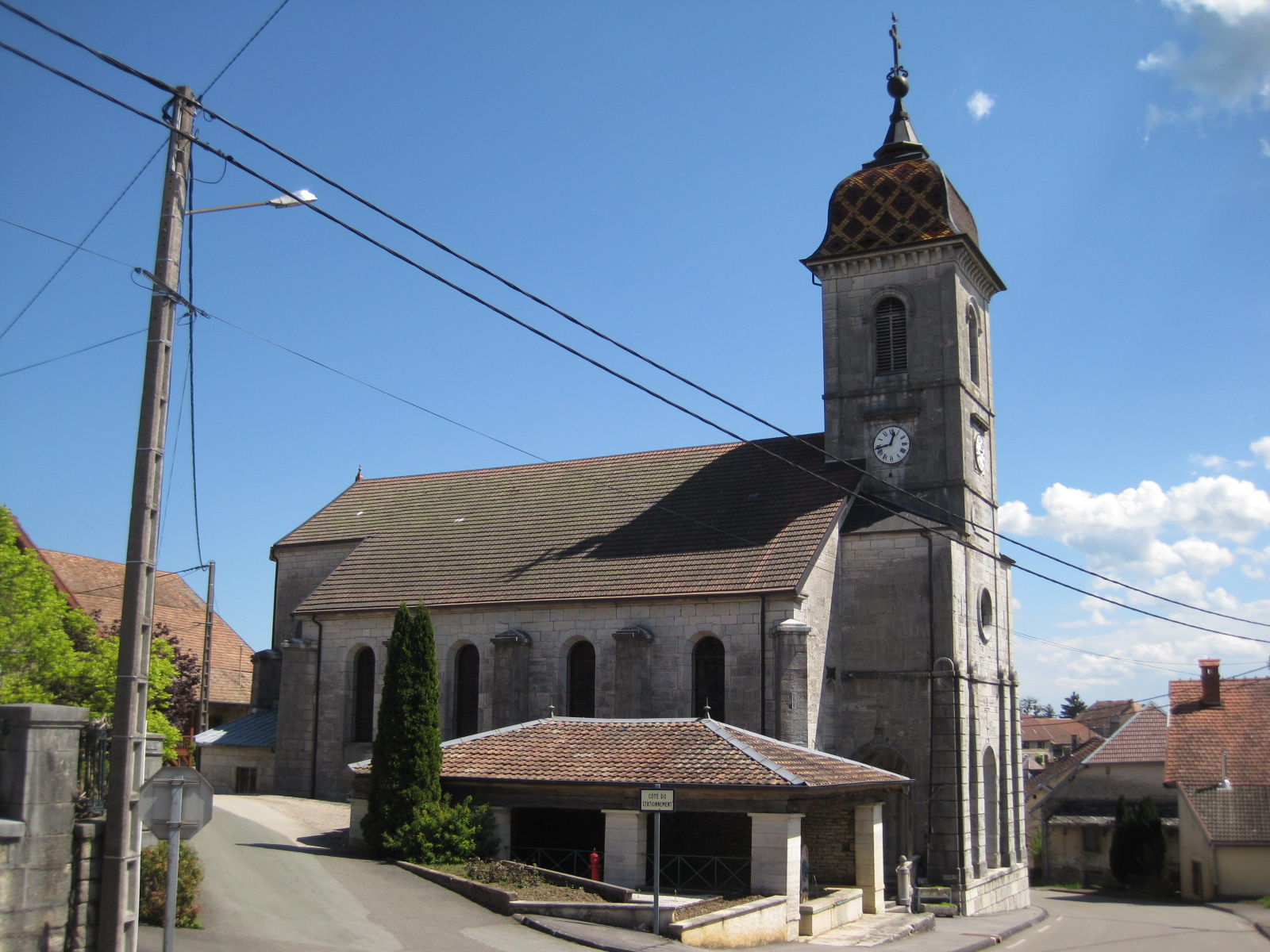
Kerk

Vellevans is een gemeente in het Franse departement Doubs (regio Bourgogne-Franche-Comté) en telt 195 inwoners (2005). De plaats maakt deel uit van het arrondissement Montbéliard.

## Geografie
De oppervlakte van Vellevans bedraagt 13,8 km², de bevolkingsdichtheid is 14,1 inwoners per km².
De onderstaande kaart toont de ligging van Vellevans met de belangrijkste infrastructuur en aangrenzende gemeenten.

## Demografie
Onderstaande figuur toont het verloop van het inwonertal (bron: INSEE-tellingen).